# Society of Composers, Authors and Music Publishers of Canada
A Society of Composers, Authors and Music Publishers of Canada é uma organização sem fins lucrativos canadense que representa e defende os direitos autorais de mais de 135 mil compositores, produtores e membros de editoras fonográficas, compartilhando da mesma atuação da American Society of Composers, Authors and Publishers (ASCAP) e da Broadcast Music, Inc. (BMI) nos Estados Unidos. Além disso, a entidade realiza de forma anual uma cerimônia de premiação intitulada SOCAN Awards, destinadas a reconhecer e homenagear compositores, produtores e musicistas envolvidos nos trabalhos de maior êxito em vendas em território canadense, baseando-se em dados fornecidos pela Music Canada (MC).